# Omealca
Omealca es una localidad del estado mexicano de Veracruz. Es cabecera del municipio de Omealca.

## Demografía
| Censo | Población |
| ----- | --------- |
| 1900  | 235       |
| 1910  | 2592      |
| 1921  | 337       |
| 1930  | 573       |
| 1940  | 1350      |
| 1950  | 1589      |
| 1960  | 2012      |
| 1970  | 2313      |
| 1980  | 3765      |
| 1990  | 3339      |
| 1995  | 3582      |
| 2000  | 3737      |
| 2005  | 3608      |
| 2010  | 3780      |
| 2020  | 3715      |